# Jakubowice (Oława)
Jakubowice (deutsch Jakobine) ist ein Weiler in Niederschlesien. Der Ort gehört zu Drzemlikowice (Dremling), einem Dorf in der Gmina Oława im Powiat Oławski in der polnischen Woiwodschaft Niederschlesien.

## Geographie
Der Weiler Jakubowice liegt nördlich Drzemlikowice (Dremling), ca. zehn Kilometer südwestlich des Gemeindesitzes und der Kreisstadt Oława (Ohlau) und rund 40 Kilometer südöstlich der Woiwodschaftshauptstadt Breslau. Der Ort liegt in der Nizina Śląska (Schlesische Tiefebene) innerhalb der Równina Grodkowska (Grottkauer Ebene) hin zur Równina Wrocławska (Breslauer Ebene). Jakubowice liegt am linken Ufer der Oława, einem linken Zufluss der Oder.

## Geschichte

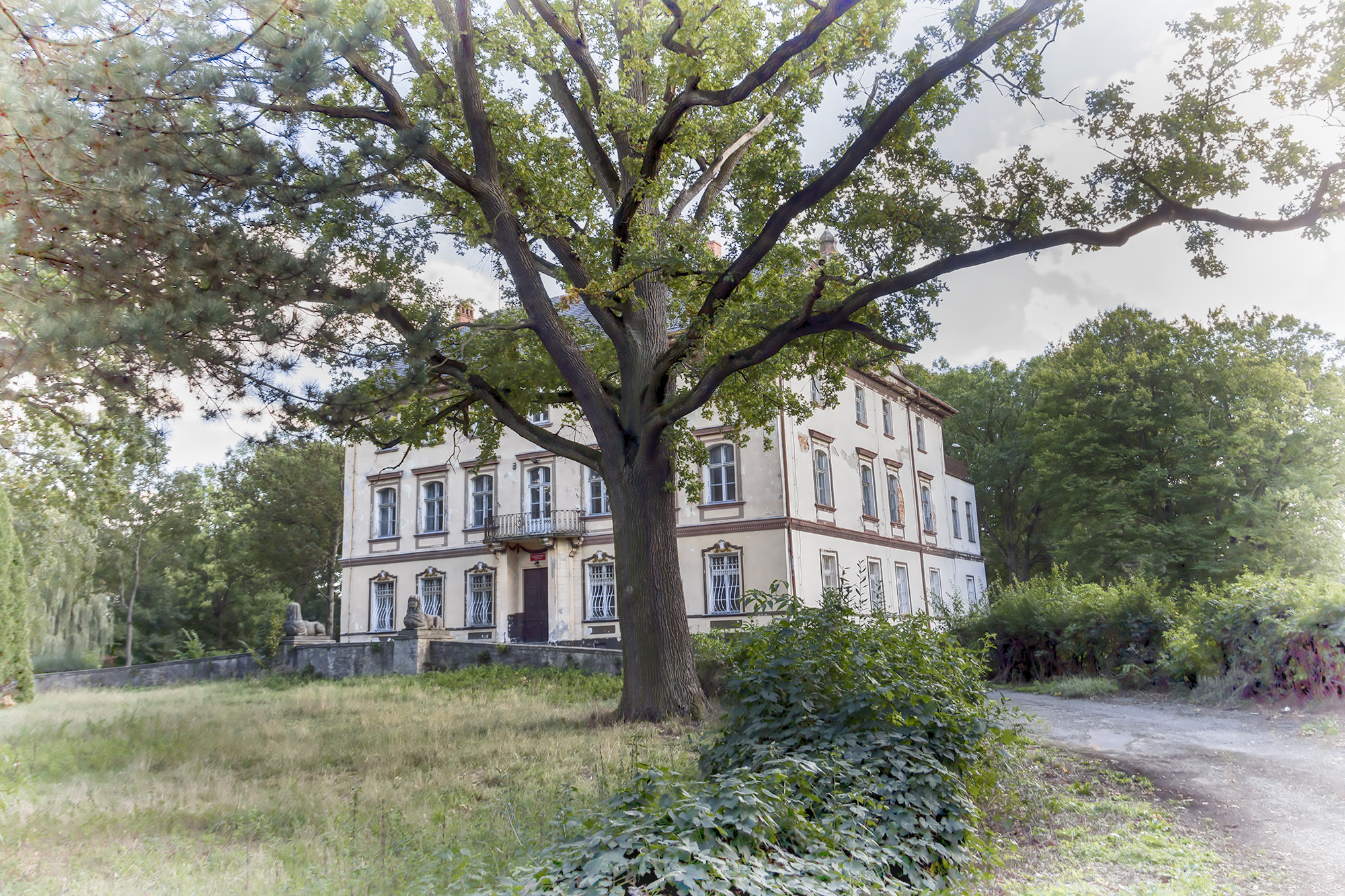
Schloss Jakobine

Die Ortschaft Jakobine wurde 1362 als colonia Jakobine gegründet. Im 1600 erfolgte eine Erwähnung als Nieder Dremling sowie 1626 als Jakobin.
Nach dem Ersten Schlesischen Krieg 1742 fiel Jakobine zusammen mit dem größten Teil Schlesiens an Preußen. 1783 zählte der Ort 16 Freigärtner- und 9 Dreschgärtnerstellen.
Nach der Neugliederung Preußens gehörte die Landgemeinde Jakobine ab 1815 zur Provinz Schlesien und war ab 1816 dem Landkreis Ohlau eingegliedert. 1874 wurde der Amtsbezirk Jacobine gegründet, welcher die Landgemeinden Bulchau, Dremling, Jacobine und Niefnig und den Gutsbezirk Jacobine umfasste. Erster Amtsvorsteher war der Kgl. Ökonomierat Schwarz in Jacobine. 1885 zählte der Ort 169 Einwohner.
Am 30. September 1928 wurde Jakobine nach Dremling eingemeindet. Bis 1945 befand sich der Ort im Landkreis Ohlau.
Als Folge des Zweiten Weltkriegs fiel Jakobine wie fast ganz Schlesien 1945 an Polen, wurde in Jakubowice umbenannt und der Woiwodschaft Breslau angegliedert. Die deutsche Bevölkerung wurde, soweit sie nicht vorher geflohen war, weitgehend vertrieben. Die neu angesiedelten Bewohner waren zum Teil Heimatvertriebene aus Ostpolen. 1999 kam der Ort zum Powiat Oławski in der Woiwodschaft Niederschlesien. 2000 zählte der Weiler 105 Einwohner.

## Sehenswürdigkeiten
- Das Schloss Jakobine (poln. Pałac Jakubowice) wurde im 18. Jahrhundert von der Familie Rosenberg-Lipinsky errichtet. Der zweigeschossige Schlossbau steht unter Denkmalschutz. Umgeben ist das Schloss von einem 19 Hektar großen Park.[6]
- Zwei Sphingen an der Nordseite des Gebäudes.
- Ruinen des Mausoleums der Familie Rosenberg-Lipinsky im Schlosspark

## Persönlichkeiten
- Ubaldo von Gellhorn (1817–1895), preußischer Geheimer Regierungsrat, Landrat und Rechtsritter des Johanniterordens